# EQT Partners
EQT Partners è una società svedese di gestione degli investimenti fondata nel 1994 a Stoccolma e quotata alla Borsa di Stoccolma. I fondi di EQT investono in private equity, infrastrutture, immobiliare, growth equity e venture capital in Europa, Nord America e Asia Pacifico.
Al 2022, le attività gestite da EQT ammontavano a 210 miliardi di euro / 227 miliardi di dollari posizionandola come la terza società di Private Equity a livello mondiale in base ai fondi raccolti.
EQT Partners ha uffici ad Amsterdam, Copenaghen, Francoforte, Guernsey, Helsinki, Hong Kong, Londra, Lussemburgo, Madrid, Milano, Monaco, New York, Oslo, Shanghai, Singapore, Stoccolma, Varsavia e Zurigo.

## Storia
Nell'ottobre 2017 ha acquisito la società di dispositivi medici Clinical Innovations dal Gruppo Pritzker per 250 milioni di dollari.
Nel luglio 2018 ha acquisito la SUSE per 2,5 miliardi di dollari. Sempre nel 2018, il fondo di investimento ha acquisito Facile.it. Di comune accordo, le due parti coinvolte hanno deciso di non diffondere il valore della transazione.
Nel maggio 2019 EQT e le affiliate di Digital Colony Partners ("Digital Colony") hanno firmato un accordo di fusione per acquisire Zayo Group Holding. A giugno 2019 EQT ha acquisito Acumatica. Nel settembre 2019 EQT ha acquisito Inexio, un provider internet a banda larga operante in Germania.
Nel settembre 2020 EQT ha acquisito il portale spagnolo Idealista per 1,3 miliardi.